# 2014-es labdarúgó-világbajnokság-selejtező (OFC – 1. forduló)
A 2014-es labdarúgó-világbajnokság óceániai selejtezőjének 1. fordulójának mérkőzéseit tartalmazó lapja.

## Lebonyolítás
Az első fordulóban a kiemelési rangsor 8–11. helyezettjei vettek részt. A négy csapat egyetlen csoportot alkotott, mindegyik csapat csak egyszer játszott a másik három válogatottal. A győztes jutott tovább a második fordulóba, azaz az OFC-nemzetek kupájára.

## Eredmények
| Színmagyarázat                                                                                                |
| --- |
| A csoport első helyezettje továbbjutott a második fordulóba, amely a 2012-es OFC-nemzetek kupája csoportköre. |
| A csoport 2–4. helyezettjei kiestek.                                                                          |

| Csapat          | M | Gy | D | V | G+ | G– | Gk | P |
| --------------- | - | -- | - | - | -- | -- | -- | - |
| Szamoa          | 3 | 2  | 1 | 0 | 5  | 3  | +2 | 7 |
| Tonga           | 3 | 1  | 1 | 1 | 4  | 4  | 0  | 4 |
| Amerikai Szamoa | 3 | 1  | 1 | 1 | 3  | 3  | 0  | 4 |
| Cook-szigetek   | 3 | 0  | 1 | 2 | 4  | 6  | –2 | 1 |

| 2011. november 22. 13:00 (UTC−10) |

| Amerikai Szamoa         | 2–1               | Tonga    |
| ----------------------- | ----------------- | -------- |
| R. Ott 44' S. Luani 74' | (1–0) Jegyzőkönyv | Feao 87' |

| Toleafoa J.S. Blatter Complex, Apia Nézőszám: 150 Játékvezető: Andrew Achari (Fidzsi-szigeteki) |

| 2011. november 22. 15:30 (UTC−10) |

| Cook-szigetek | 2–3               | Szamoa                          |
| ------------- | ----------------- | ------------------------------- |
| Best 36' 85'  | (1–2) Jegyzőkönyv | L. Gosche 20' 37' A. Bell 90+2' |

| Toleafoa J.S. Blatter Complex, Apia Nézőszám: 600 Játékvezető: Peter O'Leary (új-zélandi) |

| 2011. november 24. 15:00 (UTC−10) |

| Amerikai Szamoa | 1–1               | Cook-szigetek    |
| --------------- | ----------------- | ---------------- |
| S. Luani 24'    | (1–0) Jegyzőkönyv | Luvu 62' (öngól) |

| Toleafoa J.S. Blatter Complex, Apia Nézőszám: 300 Játékvezető: Bruce George (vanuatui) |

| 2011. november 24. 17:30 (UTC−10) |

| Szamoa                  | 1–1               | Tonga         |
| ----------------------- | ----------------- | ------------- |
| Easthope 44' (11-esből) | (1–0) Jegyzőkönyv | Taufahema 82' |

| Toleafoa J.S. Blatter Complex, Apia Nézőszám: 180 Játékvezető: Andrew Achari (Fidzsi-szigeteki) |

| 2011. november 26. 15:00 (UTC−10) |

| Tonga                       | 2–1               | Cook-szigetek |
| --------------------------- | ----------------- | ------------- |
| Maamaaloa 27' Falatau 90+1' | (1–1) Jegyzőkönyv | Harmon 35'    |

| Toleafoa J.S. Blatter Complex, Apia Játékvezető: Isidore Assiene-Ambassa (új-kaledóniai) |

| 2011. november 26. 17:30 (UTC−10) |

| Szamoa   | 1–0               | Amerikai Szamoa |
| -------- | ----------------- | --------------- |
| Malo 90' | (0–0) Jegyzőkönyv |                 |

| Toleafoa J.S. Blatter Complex, Apia Játékvezető: Peter O'Leary (új-zélandi) |

## Külső hivatkozások
- A FIFA honlapja